# Myje
Myje – wieś w Polsce położona w województwie wielkopolskim, w powiecie ostrzeszowskim, w gminie Ostrzeszów, składa się z dwóch miejscowości Myje oraz Potaśnia 
Na terenie wsi Myje oprócz jednostki administracyjnej (rada sołecka) występują jeszcze dwie: Ochotnicza Straż Pożarna Myje i Koło Gospodyń Wiejskich.
Za sprawą miejscowej OSP, miejscowość charakteryzuje się szczególną działalnością w dziedzinie Młodzieżowych Drużyn Pożarniczych. (Ogólnopolskie Halowe Zawody Sportowo Pożarnicze MYJE CUP, Piesze Rajdy Młodzieżowych Drużyn Pożarniczych - "Poznaj Myje")
W latach 1975–1998 miejscowość administracyjnie należała do województwa kaliskiego.